# Río Tigüí
El río Tigüí es un río colombiano, importante cauce de los departamentos de Bolívar y Antioquia, nace en la Serranía de San Lucas, en jurisdicción del municipio de Santa Rosa del Sur, departamento de Bolívar, Colombia. Tiene una longitud superior a los 100 km, siendo navegable en la gran mayoría de su tramo por el departamento de Antioquia, donde desemboca en el río Nechí a la altura de la cabecera urbana del municipio de El Bagre, Antioquia. 
Su principal afluente es el río Bagre, y es considerado el segundo tributario más importante del río Nechí, después del río Porce. Además es junto con el río Amacerí, los únicos afluentes del Nechí que no nacen en Antioquia.

## Historia
El río Tigüí ha sido desde la época de la conquista un importante punto de acceso hacia la que fue una de las regiones más prósperas de Colombia, Guamocó, luego a partir de la decadencia y abandono de esta ciudad, hacia los años 1960, se convirtió en un recurso importante para que en la región se pudieran establecer fincas para la cría de ganado bovino.
Actualmente es fuente de acceso hacia varios pueblos y veredas del municipio de El Bagre.

## Geografía
El Tigüí es un río interdepartamental que nace al oeste de Santa Rosa del Sur, y se abre paso por un encañonado cauce, que atraviesa la ya en ruinas de Guamocó. Además Además, el corregimiento Puerto López y el municipio El Bagre, donde desemboca en el río Nechí como un cauce sinuoso debido a la amplia sabana del Bajo Cauca, donde es un eje estructurante de la economía.

## Ambiente
El Tigüí es lo único que aún mantiene con vida a algunas especies que habitan en este ecosistema moribundo, algunas de estas especies son: el tinajo, el ñeque, la zarigüeya, y cangrejos de agua dulce aunque todas están se vieron por última vez en el 2012.
El río Tigüí en la actualidad es fuertemente contaminado por la minería legal e ilegal del Nordeste y bajo Cauca Antioqueño, además de la explotación de cultivos ilícitos en la serranía de San Lucas, por lo que se le considera un río en estado crítico.
El río Tigüí es aparte del Porce, el otro foco grande de contaminación en el Nechí, ya que la minería ilegal ha destruido casi por completo la vida en sus aguas y su afluente, el río Bagre, recoge al río Aporriado, (en Segovia, una de los municipios más contaminadas del mundo) y este a su vez recoge al río Cianurada, que es el más contaminado del mundo por mercurio; lo cual ha generado graves problemas genéticos en las poblaciones asentadas en su cuenca.